# Bungarus persicus
Bungarus persicus es una serpiente de la familia Elapidae, de reproducción ovípara que se distribuye en Irán.

## Distribución geogáfica
En Baluchistán, Hormozgan, República de Irán.
Localidad tipo: norte de Sarbaz, Baluchistán.

## Diagnóstico
Es una especie de Bungarus con 17 filas de escamas dorsales en la mitad del cuerpo y con la fila vertebral agrandada. Un elevado número de placas ventrales (236 – 238) y subcaudales (50 – 53). El prenasal penetra profundamente entre el rostral y el primer supralabial y casi alcanza el borde de la boca y casi separa el rostral del primer supralabial en ambos lados. Una pequeña placa loreal en ambos lados hace que el espécimen holotipo sea único entre las serpientes elápidas, aunque un carácter variable como el paratipo no tiene tal división loreal. La región preocular y posnasal son blancas mientras que la pequeña área loreal es negra en el holotipo. La misma zona del hocico también es negra en el paratipo.
En el holotipo, la espalda es principalmente negra con 25 pares de barras transversales en forma de triángulos claros más dos deportes triangulares claros a cada lado del cuello. Los pares triangulares terminan todos en pares de puntos blanquecinos rectangulares o barras transversales cortas a lo largo de la sección vertebral. Los triángulos son muy pronunciados. Tres barras transversales en la cola. La cabeza es negra arriba y blanco amarillento debajo con un borde marcado entre los colores a lo largo del borde superior de los supralabiales. En el paratipo, el dorso es principalmente negro con 26 pares de barras transversales en forma de triángulos claros más dos deportes triangulares claros a cada lado del cuello. El vientre es de color blanco amarillento en ambos ejemplares.
Esta nueva especie es algo diferente de B. sindanus, que normalmente tiene una sección dorsal negra más grande en la parte anterior del cuerpo y bandas transversales más rectas. La longitud total del holotipo es de 630 mm; longitud de la cola 80 mm. La longitud total del paratipo es de 1,19 metros.
B. persicus se diferencia de todos los congéneres excepto B. sindanus por la combinación de anillos negros anchos y blancos angostos en el cuerpo y la cola y escamas dorsales dispuestas en 17 filas.